# گری دیلی

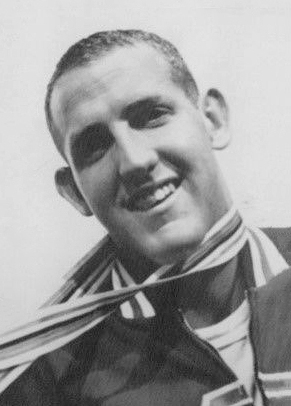
گری دیلی در سن ۱۹ سالگی سال ۱۹۶۴

گری دیلی (به انگلیسی: Gary Dilley) (زادهٔ ۱۵ ژانویهٔ ۱۹۴۵) شناگر اهل ایالات متحده آمریکا است.